# Marija Alexandrowna Bulyginskaja
Marija Alexandrowna Bulyginskaja (russisch Мария Александровна Булыгинская; * 8. Juli 1928 in Trozk, Oblast Leningrad; † 12. Januar 2019 in St. Petersburg) war eine sowjetische bzw. russische Zoologin.

## Leben
Bulyginskaja studierte 1946–1951 an der Universität Leningrad mit Abschluss als Zoologin mit Auszeichnung. Es folgte die Aspirantur am Leningrader Allunions-Forschungsinstitut für Pflanzenschutz (WISR) bei Ilja Poljakow. Dort verteidigte sie 1955 ihre Dissertation mit einer ökologisch begründeten Prognose des Vorkommens der Großen Rennmaus (Rhombomys opimus Licht.) und Maßnahmen zu ihrer Bekämpfung in Südusbekistan mit Erfolg für die Promotion zur Kandidatin der biologischen Wissenschaften.
Darauf blieb Bulyginskaja am WISR als wissenschaftliche Mitarbeiterin. Sie verteidigte 1983 ihre Doktor-Dissertation über die chemische Sterilisation von Insekten und Wege zur Anwendung im Pflanzenschutz mit Erfolg für die Promotion zur Doktorin der biologischen Wissenschaften.
Ab 1988 war Bulyginskaja die führende wissenschaftliche Mitarbeiterin des WISR und von 1998 bis 2004 Beraterin. Die Ernennung zur Professorin der Insektenkunde hatte sie 1991 erhalten. Zu ihren Schülern gehörten Igor Gritschanow und Michail Wronskich.

## Ehrungen, Preise
- Erfinderin der UdSSR
- Jubiläumsmedaille „Zum Gedenken an den 100. Geburtstag von Wladimir Iljitsch Lenin“
- Medaille „Veteran der Arbeit“
- Medaille „Zur Erinnerung an den 300. Jahrstag St. Petersburgs“